# Glirs
Els glirs (Glires, del llatí glīrēs 'lirons') són un clade format pels ordres dels rosegadors i els lagomorfs (conills, llebres i piques). La hipòtesi que aquests animals formen un grup monofilètic ha estat debatuda des de fa molt de temps basant-se en l'evidència morfològica, tot i que els estudis morfològics recents suporten fermament el monofiletisme dels glirs (Meng i Wyss, 2001; Meng et al., 2003). En particular, el descobriment de nou material fòssil de membres basals dels glirs, especialment els gèneres Mimotona, Gomphos, Heomys, Matutinia, Rhombomylus i Sinomylus, ha contribuït a omplir el buit entre els rosegadors i els lagomorfs més típics (Meng et al., 2003; Asher et al., 2005). Les informacions basades en l'anàlisi de l'ADN nuclear suporten Glires com a grup germà d'Euarchonta per formar Euarchontoglires (Murphy et al. i Madsen et al. 2001), però algunes dades genètiques de l'anàlisi d'ADN mitocondrial i nuclear no semblen donar un suport tan clar (Arnason et al. 2002). Un estudi de la informació de presència/absència de retrotransposons dona un clar suport a la hipòtesi dels glirs (Kriegs et al. 2007).